# Mount Werner
Mount Werner é um cume de montanha na cordilheira de Park Range nas montanhas Rochosas, no Condado de Routt, Colorado, Estados Unidos. O pico de 3.222 metros (10.570 pés) está localizado na Foresta Nacional Routt, a 7,4 km (leste-sudeste) da cidade de Steamboat Springs, Colorado, Estados Unidos. A montanha foi renomeada em 1964 em homenagem ao esquiador Buddy Werner. Antes, era chamada de Storm Mountain.

## Stemaboat Ski Resort
O Steamboat Ski Resort opera em 12 km2 (2.965 acres) da montanha. É servido pelo teleférico Silver Bullet e por vários outros teleféricos. Ele recebe regularmente alguns dos mais altos níveis de neve no Colorado. A mais recente média de neve de dez anos foi de 8,5 metros (334 polegadas) por ano. Grande parte da montanha e do resort estão contidos dentro da Floresta Nacional Routt.
Foi daqui que saiu a campeã mundial e a medalhista olímpica de snowboard Arielle Gold.